# Jan-Hinnerstjärnen
Jan-Hinnerstjärnen är en sjö i Hagfors kommun i Värmland och ingår i Göta älvs huvudavrinningsområde.